# 6162 Prokhorov
A 6162 Prokhorov (ideiglenes jelöléssel 1973 SR6) a Naprendszer kisbolygóövében található aszteroida. Ljudmila Vasziljevna Zsuravljova fedezte fel 1973. szeptember 25-én.